# Стоянович, Александар
Александар «Дика» Стоянович (серб. Александар Стојановић / Aleksandar Stojanović; род. 19 июня 1954, Крагуевац) — югославский футбольный вратарь и сербский тренер вратарей.

## Карьера

### Карьера в клубах
Профессиональную карьеру начал в клубе «Раднички» из Крагуеваца.
В 1976 году перешёл в белградскую «Црвену звезду», где защищал ворота клуба на протяжении семи сезонов. Стоянович сыграл за белградский клуб 143 матча в чемпионате страны, трижды становился чемпионом Югославии в сезоне 1976/77, 1979/80 и 1980/81, а также завоевал Кубок страны 1981/82. В розыгрыше Кубка УЕФА 1978/79, где «Црвена звезда» уступила в финале «Боруссии» из Мёнхенгладбаха Стоянович сыграл все 12 матчей плей-офф, и стал одним из ключевых игроков команды.
В 1983 году перешёл в греческий клуб «Эгалео», где выступал два сезона. Позже играл один сезон за другой греческий клуб «Диагорас» из города Родос.
В 1986 году вернулся в Югославию, выступал один сезон за клуб «Войводина» из Нови-Сада, где и завершил карьеру игрока.

### В сборной
Привлекался в молодёжную сборную Югославии, с которой стал чемпионом Европы 1978.
В 1979 году сыграл два товарищеских матча за сборную Югославии, где югославы одержали победы — над сборной Италии (4—1) и сборной Аргентины (4—2).
Входил в состав олимпийской сборной Югославии, выигравшей футбольный турнир на Средиземноморских играх в Сплите (1979), но участия в матчах не принимал.

### Карьера тренера
После завершения карьеры вратаря работал тренером вратарей в «Црвене звезде». В дальнейшем входил в тренерский штаб сербского специалиста Славолюба Муслина в клубах из Восточной Европы — «Левски» София (2001—2003), снова «Црвена звезда» (2003—2004), «Металлург» Донецк (2004—2005), «Локомотив» Москва (2006), ФК «Краснодар» (2013).